# علی‌اکبرلو (شبستر)
علی‌اکبرلو یکی از روستاهای استان آذربایجان شرقی است که در دهستان میشو جنوبی، بخش صوفیان، شهرستان شبستر واقع شده‌است.
روستای علی‌اکبرلو به نوعی یک شهرک یا منطقه صنعتی به حساب می‌آید، به دلیل کمبود آب در این منطقه و کاهش رونق کشاورزی، تقریباً اکثر مناطق این روستا تبدیل به کارخانه‌های متعدد شیمایی، مواد خوراکی و... شده که باعث اشتغال‌زایی بسیار زیادی در منطقه شده است و از مناطق دیگر مانند شهرستان شبستر و شهرستان مرند جذب نیرو و کارگر دارد. مردم این روستا به زبان زبان ترکی آذربایجانی تکلم میکنند.